# Istoria Augustă
Istoria Augustă (lat. Historia Augusta) este o colecție târzie de biografii romane, în latină, ale Împăraților și ale unor apropiați ai acestora precum și ale unor uzurpatori din perioada 117 - 284. Se prezintă ca fiind un ansamblu de scrieri a șase autori diferiti, denumiți colectiv Scriptores Historiae Augustae, redactat în timpul împăraților Dioclețian și Constantin. Situația este însă mult mai complexă: autorul (sau autorii), datarea și eventualul scop al lucrării au constituit de-a lungul vremii subiecte de controversă. Lucrarea suferă de probleme majore în ceea ce privește sursele, o mare parte a conținutului s-a dovedit a fi ficțiune pură. Din păcate însă, ea este pentru unele perioade pe care le acoperă, unicul izvor disponibil. Așa se explică reticența multor istorici de a o abandona complet ca sursă, în ciuda credibilității scăzute.

## Titlu și prezentare generală
Lucrarea și-a primit titlul de la ediția critică a lui Isaac Casaubon din 1603, bazată pe o varietate de manuscrise în diverse versiuni. (Ediția princeps datează din 1475 fiind publicată la Milano). Cei șase Scriptores – "Aelius Spartianus", "Iulius Capitolinus", "Vulcacius Gallicanus", "Aelius Lampridius", "Trebellius Pollio", și "Flavius Vopiscus (din Siracuza)" – și-au dedicat biografiile lui Dioclețian, Constantin și diverse persoane private, deci scriau foarte probabil la începutul secolului al IV-lea. Biografiile acoperă împărații de la Hadrian la Carinus și Numerian. O secțiune referitoare la domnille lui Filip Arabul, Decius, Trebonianus Gallus, Emilian și domnia lui Valerian, cu exepția sfârșitului acesteia, lipsește din toate manuscrisele și s-a emis ipoteza că biografiile lui Nerva și Traian s-ar fi pierdut de la începutul lucrării, care ar fi o continuare directă a operei lui Suetoniu. În legătură cu lacuna de la mijlocul secolului al III-lea, s-a mai emis și ipoteza că ar fi deliberată, pentru a evita tratarea unor împărați ale căror domnii erau prost documentate. Deși sunt dedicate cărți întregi unor uzurpatori efemeri sau chiar complet inventați, nu există nici o biografie independentă a împăraților Quintillus și Marcus Annius Florianus, domniile lor fiind amintite succint la sfâșitul biografiilor predecesorilor lor Claudius Gothicus și respectiv Tacitus. Timp de aproape 300 de ani de la ediția lui Casaubon, deși o mare parte din Istoria Augustă era tratată cu scepticism, ea era considerată de istorici ca un izvor autentic și folosită ca atare – de exemplu în primul volum al celebrei lucrări a lui Edward Gibbon The Decline and Fall of the Roman Empire.

## Problema datării
În 1889, Hermann Dessau, care devenise extrem de preocupat de cantitatea imensă de termeni anocronici, de vocabularul latin târziu, dar mai ales de puzderia de nume proprii fără dubiu inventate, a avansat ipoteza ca cei șase autori erau ei înșiși persoane fictive, și că lucrarea era creația unui autor unic de la sfârșitul secolului al IV-lea, probabil din timpul domniei lui Theodosius I. Una dintre dovezile aduse de el este că se regăsesc în biografia lui Septimius Severus pasaje ale istoricului Aurelius Victor de la jumătatea secolului al IV-lea iar în cea a lui Marcus Aurelius material din Eutropius. În deceniile următoare unii cărturari au încercat cu insistență să probeze că măcar unii dinre ce șase Scriptores sunt persoane distincte și că măcar o parte din informații sunt autentice și de primă mână. În 1890 Mommsen înainta ipoteza unui "editor" theodosian care a intervenit asupra lucrării originale a celor șase, ideea fiind ulterior reluată și de alți specialiști. Alții, ca Norman H. Baynes, au abandonat ideea datării la începutul secolului dar nu avansat-o mai departe de domnia lui Iulian Apostatul (idee utilă pentru a califica lucrarea drept propagandă pro-politeistă). În anii 1960-1970 însă argumentele lui Dessau au fost întărite și completate de Sir Ronald Syme, care a dedicat trei cărți subiectului și a datat lucrarea din preajma anului 395 d.Hr. Alte studii recente arată multă consecvență stilistică, comunitatea academică acceptând în general astăzi teoria unui singur autor a cărui identitate rămâne misterioasă. Analiza computerizată a stilului a condus la rezultate oarecum ambigue. Unele elemente de stil sunt indubitabil uniforme de-a lungul lucrării, altele însă variază ca și cum ar proveni din surse mutiple. Unele porțiuni sunt compilații ceea ce ar putea explica acest ultim aspect.

## Biografii primare și secundare
Un aspect unic al Istoriei Auguste este ca prezintă nu numai biografii de împărați ci și biografii ale asociaților lor la domnie, urmașilor desemnați și uzurpatorilor care au încercat să ajungă pe tron. Astfel biografiile despre personalități din secolul al II-lea și de la începutul secolului al III-lea îl includ pe urmașul lui Hadrian - Lucius Aelius, și uzurpatorii Avidius Cassius, Pescennius Niger și Clodius Albinus, pe fratele lui Caracalla Geta și pe fiul lui Macrinus Diadumenianus. Nici una dintre aceste biografii nu conține prea multă informație de încredere, toate sunt încărcate de artificii retorice și ficțiune evidentă. (Biografia asociatului lui Marcus Aurelius, Lucius Verus, pe care Mommsen o crezuse "secundară" este însă, măcar în aparență, bogată în informații corecte și a fost clasată de Syme ca aparținând biografiilor "primare"). Biografiile secundare sunt cele care îi permit autorului să-și exerseze liber imaginația fără a se împotmoli în fapte istorice și în timp ce lucrarea progresează, aceste exerciții imaginative devin din ce în ce mai elaborate, culminând cu adevărate performanțe de virtuozitate artistică precum cartea Triginta Tyranni, care prezintă uzurpatorii ce s-au ridicat împotriva lui Gallienus.
După biografia lui Caracalla și biografiile împăraților (cele primare) încep să aibă turnuri retorice și să prezinte elemente de ficțiune care până atunci rămăseseră specifice biografiilor secundare. Biografia lui Macrinus, spre exemplu, este celebră pentru cât este de departe de adevăr și, după o scurtă întoarcere la izvoare cu Elagabalus, urmează viața lui Alexandru Severus, una dintre cele mai lungi pasaje din întreaga Istorie, care ia forma unei fabule retorice pe tema regelui filozof. În mod vădit, autorul nu mai avea la dispoziție surse, dar își dezvoltase aptitudinile literare și inventivitatea. Folosirea sporadică a unor izvoare reputate se poate totuși recunoaște – Herodian pentru perioada anterioară lui 238, și probabil Dexippus în cărțile mai târzii. Biografiile devin însă ficțiuni ascunzând uneori germeni de adevăr.

## Gen și scop
Interpretările și speculațiile cu privire la scopul Istoriei sunt extrem de variate. Unii o consideră o operă de ficțiune având ca scop distracția cititorului. Alții o văd ca pe un atac al unui partizan al politeismului împotriva Creștinismului, autorul ascunzându-și identitatea pentru a se proteja. Syme consideră că este greșit ca lucrarea să fie considerată ca ținând de istoriografie și că nu se poate discerne vreo intenție de propagandă. După părerea sa Istoria este un produs literar, un exercițiu de ficțiune istorică (sau "istorie fictivă") a unui cărturar dizident ironizând tendințele clasice ale epocii teodosiene în care era la modă să citești Suetonius și Marius Maximus. Ammianus Marcellinus scria istoriografie în stilul sobru a lui Tacitus. (Istoria face din împăratul Tacitus (275-276) un descendent și cunoscător al istoricului.) De fapt, în pasajul Quadriga tyrannorum - 'carul cu patru cai al uzurpatorilor' cara au aspirat la tron în timpul lui Probus - Istoria însăși îl acuză pe Marius Maximus de a fi producătorul uei 'istorii mistice': homo omnium verbossissimus, qui et mythistoricis se voluminibis implicavit. Termenul mythistoricis nu apare în nici o altă sursă în limba latină. De importanță considerabilă în acest sens este introducerea din biografia lui Aurelian, în care 'Flavius Vopiscus' redă o conversație pe care ar fi avut-o cu Praefectus urbi din Roma în timpul sărbătorilor Hilaria. Prefectul îl incită să scrie după cum își dorește și să inventeze acolo unde nu deține informații.

## Documente și funcționari fictivi
O ciudățenie a lucrării este că include un număr mare de documente care nu au cum să fie autentice. E vorba despre deliberări ale Senatului sau scrisori ale împăraților. În istoriografia antică astfel de transcrieri apăreau întotdeauna distinct față de digresiunile retorice în care istoricii obișnuiau să se lanseze. În lucrarea lui Salustiu despre Catilina sau în cei Doisprezece Cezari a lui Suetonius există exemple de astfel de documente și sunt considerate ca autentice. Cele din Istoria Augustă însă par a fi inventate, diagnosticul bazându-se pe aspecte de stil, pe menționarea de ranguri militare și dregătorii care au apărut în Imperiu mult ulterior perioadei la care face referire Istoria precum și alte fragmente bizare. Mai mult, Istoria citează din așa duzină de așa ziși istorici, biografi, scribi, apropiați ai unor autori, ale căror nume și opere nu mai sunt menționate nicăieri.

## Selecție de pasaje conținând inadvertențe flagrante
Autorului Istoriei Auguste nu i se reproșează inexactități, sau chiar un oarecare subiectivism precum altor izvoare antice, ci intenția de a induce deliberat în eroare prin inventarea de personaje, documente și chiar funcții imperiale. Numeroase aspecte țin de realitatea sfârșitului secolului al VI-lea, iar includerea lor in cadrul istoriei cu referire o perioadă anterioară, sub masca celor 6 Scriptores poate fi calificată de impostură. Această secțiune conține doar câteva exemple.
- O scrisoare a lui Hadrian scrisă din Egipt cumnatului său Servianus este citată în detaliu. Servianus este salutat ca și consul, și Hadrian îl menționează pe fiul său adoptiv Lucius Aelius Caesar; dar Hadrian a călătorit în Egypt în 130, consulatul lui Servianus avea loc în 134, și Aelius a fost adoptat în 136. Scrisoarea ar fi fost scrisă de libertul Phlegon (a cărui existență o menționează numai Istoria). Un alt pasaj al scrisorii se referă la frivolitatea religiilor locale îl menționează pe Patriarh - liderul comunității evreiești. Această funcție a fost însă instituită de Hadrian numai după înăbușirea revoltei din 132. Pasajul poate eventual fi citit ca un atac adresat puternicului Patriarh Gamaiel de la sfârșitul secolului al IV-lea.[2]

- Istoria afirmă că Decius a reinstaurat postul de Cenzor iar Senatul l-ar fi acclamat pe Valerian ca fiind demn de această funcție printr-un decret datat din 27 Octombrie 251. Documentul i-ar fi fost apoi adus lui Decius (care era în război împotriva Goților) și acesta l-ar fi chemat la el pe Valerian pentru numirea formală. Reînființarea funcției de Cenzor nu este însă menționată de nici o altă sursă (Syme o consideră un fals transparent), iar Decius era deja mort de mai multe luni la data în chestiune.[3]

- Valerian îi scrie lui 'Zosimius', procurator al Siriei (neatestat de surse alternative, dând instrucțiuni ca tânărului Claudius să-i fie furnizat echipament militar, inclusiv o pereche de aclydes. Sulița "Homerică" aclys este o armă menționată exclusiv în poezia epică (vezi de exemplu Vergiliu, Aeneida VII.730).[4]

- Împăratul Tacitus este aclamat de Senatul întrunit în Cura Pompiliana (clădire fictivă) și după discursul consulului 'Velius Cornificius Gordianus' (persoană fictivă) și al lui 'Maecius Faltonius Nicomachus' (în general 'Maecii' din lucrare sunt persoane a căror existență e îndoielnică), merge la Campus Martius și inspectează trupele Prefectului Urbei 'Aelius Cesettianus' (persoană fictivă) și pe ale Prefectului Praetorian 'Moesius Gallicanus' (lucrarea conține o serie de 'Gallicani' probabil fictivi). Sunt citate scrisori private ale senatorilor 'Autronius Tiberianus' și 'Claudius Sapilianus' favorabili lui Tacitus (și nici ele nu inspiră încredere.[5]

- În viața lui Probus (Cap.XXIV, 1-3), "autorul" 'Flavius Vopiscus din Siracuza' afirmă că urmașii împăratului au fugit din Roma și s-au așezat lângă Verona. O statuie a lui Probus ar fi fost fulgerată și ghicitorii ar fi prevestit că familia va atinge demnități importante în Senat. Vopiscus, prezentat ca un contemporan al împăratului Constantin scrie că profeția încă nu s-a împlinit, pasajul constituie însă una dintre cele mai puternice indicii ca autorul real a trăit la sfârșitul secolului al IV-lea. Ipotetica profeție apare ca o aluzie la puternicul senator Sextus Claudius Petronius Probus (consul în 371) ai cărui fii au deținut împreună conslutatul în 395. Petronius Probus era născut în Verona.

## Marius Maximus sau ‘Ignotus’?
Unii specialiști cred că anumite pasaje pot să conțină anumite informații sau măcar indicii utile. Anthony Birley afirmă că biografiile până la Septimius Severus se bazează pe scrierile pierdute ale lui, o continuare a operei lui Suetonius. Birley a tradus în consecință doar prima parte a Istoriei publicând-o la Penguin Books sub titlul Lives of the Later Caesars (a doua parte o consideră și el dominată de ficțiune), biografiile lui Nerva și Traian fiind o adăugare. Acest punct de vedere se înscrie într-o tradiție inaugurată de J.J. Müller în 1870 și contestată viguros de Syme, care susține că orice citat din Marius Maximus identificabil astăzi reprezintă doar o inserție într-o narațiune cu un autor diferit. Pe acesta din urmă Syme l-a denumit ‘Ignotus, biograful cel bun’. Argumentul său este că, din câte se știe, Marius nu a scris despre Lucius Verus dar biografia acestuia, redată în istorie, este surprinzător de bună. ‘Ignotus’ s-ar fi oprit la Caracalla, biografia sub orice critică a lui Macrinus fiind dovada.

## Istoria Augustă ca obiect de studiu și valoarea ei istorică
După mai bine de un secol de dezbateri,există un consens relativ asupra inexactității Istoriei, mai ales în ceea ce privește perioada 253-284. Din păcate, tocmai pentru acești ani alte surse sunt rare și sărace. Orice student de istorie romană se confruntă inevitabil cu Istoria Augustă, încercând să distingă în povești și glume fragmente de informație utilă.